# Esperantolàndia
Esperantolàndia (en esperanto: Esperantujo o Esperantio) és el nom informal que la comunitat esperantista fa servir per referir-se a la seva cultura i a aquells llocs i institucions on s'utilitza l'esperanto, com si fos un país o una nació. El nom s'utilitza per referir-se a qualsevol lloc físic o virtual on es troben parlants d’esperanto. Pot ser qualsevol espai, sempre que hi hagi esperantistes connectats.
Tot i que no ocupa una àrea pròpia de la superfície terrestre, Esperantolàndia es considera representada a 120 països de tot el món. No hi ha cap forma de govern a Esperantolàndia perquè no és un estat real. No obstant això, a través de l'Associació Universal d'Esperanto (UEA), Esperantolàndia es relaciona amb les Nacions Unides i la UNESCO, i manté relacions consultives amb la UNICEF i el Consell d'Europa i relacions generals de cooperació amb l'Organització d'Estats Americans.
Esperantolàndia té una bandera pròpia, la Verda Flago, consistent en un rectangle verd amb un requadre blanc en el cantó superior esquerre i a l'interior d'aquest, una estrella verda, la Verda Stelo. També existeix un himne des de 1891, La Espero, amb lletra d'un poema escrit per Ludwik Lejzer Zamenhof i música del compositor belga Félicien Menu de Ménil.